# .303 Savage
.303 Savage — фланцевий, гвинтівковий набій .30 калібру розроблений компанією Savage Arms в 1894 році якості короткий (як і набій .30-30 Winchester) набій для своєї безкуркової важільної гвинтівки Savage Модель 1895 пізніше 1899. Набій було розроблено під бездимний порох, хоча на той час все ще популярними були набої з чорним порохом. Набій .303 Savage балістично дещо перевищував набій .30-30. Набій .303 Savage залишався популярним протягом 1930-х років. Компанія Savage виготовила півдюжини зарядів до нього. З зарядом вагою 190 гран, набій використовували для полювання на велику дичину, наприклад, оленів та лосів.
Набої .303 Savage та .303 British не є взаємозамінні. Ні діаметр кулі, ні розміри набою не сумісні.

## Історія
Savage Arms розробили набій .303 Savage як частину невдалої спроби при створенні військового набою. Хоча набій ніколи не був популярним серед військових, але він став популярним серед цивільних мисливців. Спочатку набій мав тупоносу кулю, але напочатку 1900-х років набій отримав гостроносу кулю, він чудово працював в гвинтівці Модель 99, яку розробила компанія Savage, оскільки гвинтівка мала роторний барабан. Набій не підходив для важільних гвинтівок, оскільки безпечними для трубчастих магазинів були тупоносі кулі. Проте, гостроносі кулі мали кращу балістику ніж традиційні набої важільних гвинтівок, наприклад .30-30 Winchester.

## Перезаряджання
У набою .303 Savage є невелика, але вірна спільнота стрільців, які перезаряджають цей набій. Хоча більшість виробників боєприпасів припинили виробництво набоїв, віддані шанувальники можуть придбати заряди та гільзи у дрібних виробників. Гільзи можна сформувати з гільз набоїв .30-30 Winchester,  .32 Winchester Special та .38-55 Winchester, якщо немає потрібної гільзи. Необхідно бути дуже обережним при використанні гільз Winchester оскільки вони на .020 дюйми по базі менша, а тому може викликати збої. Безпечніше використовувати гільзи .303 Savage, які час від часу випускають компанії Norma або Prvi Partizan.
Найкраще підходять для використання заряди в тому самому діапазоні, що й заряди для набоїв .30-30 або .30 Remington. Проте, дещо більший об'єм гільзи та міцніший затвор гвинтівки дозволяє використовувати потужніші заряди ніж в набої .30-30. Пласка куля вагою 12 грам може рухатися зі швидкістю 670 м/с, а куля вагою 10 грамів FTX може рухатися зі швидкістю 730 м/с, навіть при стрільбі з легкого стволу довжиною 20 дюймів.